# Ippolit Bogdanovich
Ippolit Fyodorovich Bogdanovich (Perevolochna, 23 de dezembro de 1743 — Kursk, 18 de janeiro de 1803), foi um classicista russo, escritor de poesia leve. É conhecido pelo poema Dushenka, escrito em 1778.

## Biografia
Nascido numa família nobre ucraniana, Bogdanovich estudou na Universidade de Moscovo até 1761. A sua carreira literária começou dois anos depois quando deu início à publicação de um jornal literário. Em 1766, tornou-se secretário na embaixada russa em Dresden. Três anos depois regressou a São Petersburgo onde começou a editar o único jornal oficial regular da cidade, o Vedomosti, entre 1775 e 1782. Em 1788, Bogdanovich foi nomeado director dos arquivos do estado, um cargo que ocupou ao mesmo tempo que traduzia Voltaire, Diderot e Rosseau nas horas livres.
Foi em 1778 que Bogdanovich publicou o seu único trabalho conhecido: Dushenka. Este longo poema, que se assemelha a um épico herói-cómico, foi inspirado em Psyché de La Fontaine, um tema que tinha sido originalmente criado por Apuleio, mas que Bogdanovich adaptou engenhosamente como um conto tradicional russo. A edição final do trabalho foi publicada em 1783 e tornou-se imediatamente conhecida pelas suas passagens ligeiramente ordinárias. A heroína convencional de La Fontaine foi apresentada por Bognanovich como "uma menina real e moderna de uma família da baixa nobreza de meios medianos". Após a sua publicação, Bogdanovich foi reconhecido como o melhor escritor de poesia leve e foi admitido no círculo literário de princesa Dashkova, ao mesmo tempo que a imperatriz Catarina II o contratou para escrever várias comédias para o Teatro Hermitrage.

## Análise
Em 1841, a obra mais conhecida de Bogdanovich já tinha quinze edições. Hoje em dia é conhecida principalmente pelas ilustrações neoclássicas feitas por Fyodor Tolstoy e pelas citações que Pushkin utilizou nos seus trabalhos, principalmente em "Eugene Onegin". De facto, "Dushenka", influenciou bastante Pushkin, principalmente durante a sua juventude, já que o poeta o leu durante os seus anos de liceu, mas, mais tarde, viria a mudar de ideias e passou a considerar os versos de Bognavich demasiado imaturos.
Nabokov resumiu a opinião contemporânea sobre Bogdanovich da seguinte forma: "A leveza das suas passagens em tetrâmetro e inteligência cristalina são antecedentes da arte do jovem Pushkin. É um desenvolvimento importante da poesia russa: as suas rimas coloquiais e ingénuas também influenciaram antecedentes de Pushkin como Karamzin, Batyushkov e Zhukovski".